# Kazimierz Chojnacki (generał MO)
Kazimierz Chojnacki (ur. 6 stycznia 1921 w Trzcińcu) – generał brygady Milicji Obywatelskiej, komendant główny MO. 

## Życiorys
Syn Piotra i Emilii. Do Milicji Obywatelskiej wstąpił we wrześniu 1944 w Lublinie. Zajmował funkcje – zastępcy komendanta powiatowego MO we Włodawie ds. polityczno-wychowawczych (1944), po odbyciu w 1945 kursu w Łodzi – szefa Wydziału Polityczno-Wychowawczego, następnie zastępcy komendanta wojewódzkiego MO ds. polityczno-wychowawczych Komendy Wojewódzkiej MO w Szczecinie (1946), Białegostoku (1947), i Krakowie (1950–1951), komendanta wojewódzkiego MO w Rzeszowie (1952), Bydgoszczy (1954–1962), Opolu (1962–1965), i Poznaniu (1965–1971), oraz komendanta głównego MO (1971–1973). W październiku 1971 na mocy uchwały Rady Państwa PRL otrzymał nominację na stopień generała brygady MO; nominację wręczył mu w Belwederze przewodniczący Rady Państwa PRL Józef Cyrankiewicz.

## Odznaczenia
- Krzyż Kawalerski Orderu Odrodzenia Polski (1946)[3]
- Medal za Długoletnie Pożycie Małżeńskie (2000)[4]
- Odznaka „Zasłużony dla województwa rzeszowskiego” (1972)[5]